# بلوغراس (موسيقى)
موسيقى بلوغراس أي موسيقى بلوگراس (بالإنجليزية: bluegrass)‏ هو شكل من أشكال موسيقى الجذور الأميركي، ونوع متصلة بموسيقى كانتري. يتأثر البلوگراس بموسيقى منطقة الأبالاش[1][1] وجذوره مضروبة في تقاليد إيرلندا وسكوتلندا و[[إنجلترا|إنجلترا[بحاجة لمصدر]]][2][2] الموسيقية وتأثر كذلك بموسيقى الأميركيين الأفارقة[3][3] بإدراج عناصر موسيقى الجاز.

## خصوصية

### آلات

بانجو ذات الأوتار الخامسة

بخلاف موسيقى الكانتري السائد، موسيقى البلوگراس يتم لعبه بالآلات الوترية الصوتية: الكمان والبانجو والقيثارة والمندولين والكمان الأجهز رئيسيا وأحيانا هناك آلات أخرى. 

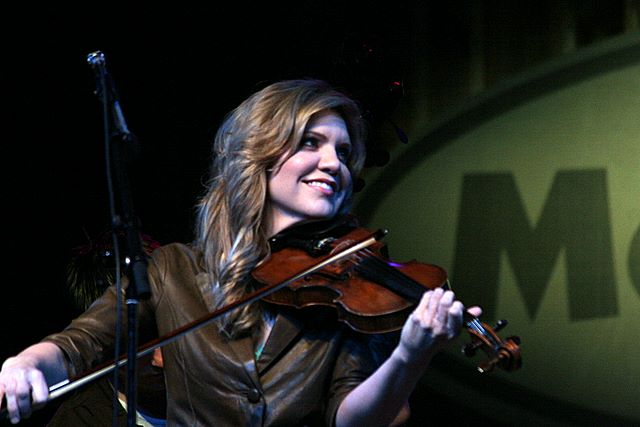
أليسون كروس وهي عازفة الكمان بأسلوب بلوگراس وحائزة على عدة جوائز غرامي